# Rejectaria pharusalis
Rejectaria pharusalis är en fjärilsart som beskrevs av Walker 1858. Rejectaria pharusalis ingår i släktet Rejectaria och familjen nattflyn. Inga underarter finns listade.